# Golf vid olympiska sommarspelen 2016
Golf vid olympiska sommarspelen 2016 avgjordes mellan 11 och 20 augusti 2016 i Rio de Janeiro i Brasilien. Totalt två grenar fanns på programmet.
Golf var med i OS för första gången sedan de olympiska golftävlingarna 1904 i Saint Louis.

## Medaljsammanfattning
| Gren                          | Guld                       | Silver                 | Brons              |
| Damernas tävling Detaljer...  | Inbee Park Sydkorea        | Lydia Ko Nya Zeeland   | Shanshan Feng Kina |
| Herrarnas tävling Detaljer... | Justin Rose Storbritannien | Henrik Stenson Sverige | Matt Kuchar USA    |

Denna tabell: visa • redigera

## Medaljtabell
| Pl.    | Nation         | Guld | Silver | Brons | Totalt |
| ------ | -------------- | ---- | ------ | ----- | ------ |
| 1      | Storbritannien | 1    | 0      | 0     | 1      |
| 1      | Sydkorea       | 1    | 0      | 0     | 1      |
| 3      | Sverige        | 0    | 1      | 0     | 1      |
| 3      | Nya Zeeland    | 0    | 1      | 0     | 1      |
| 5      | Kina           | 0    | 0      | 1     | 1      |
| 5      | USA            | 0    | 0      | 1     | 1      |
| Totalt | Totalt         | 2    | 2      | 2     | 6      |

## Banan

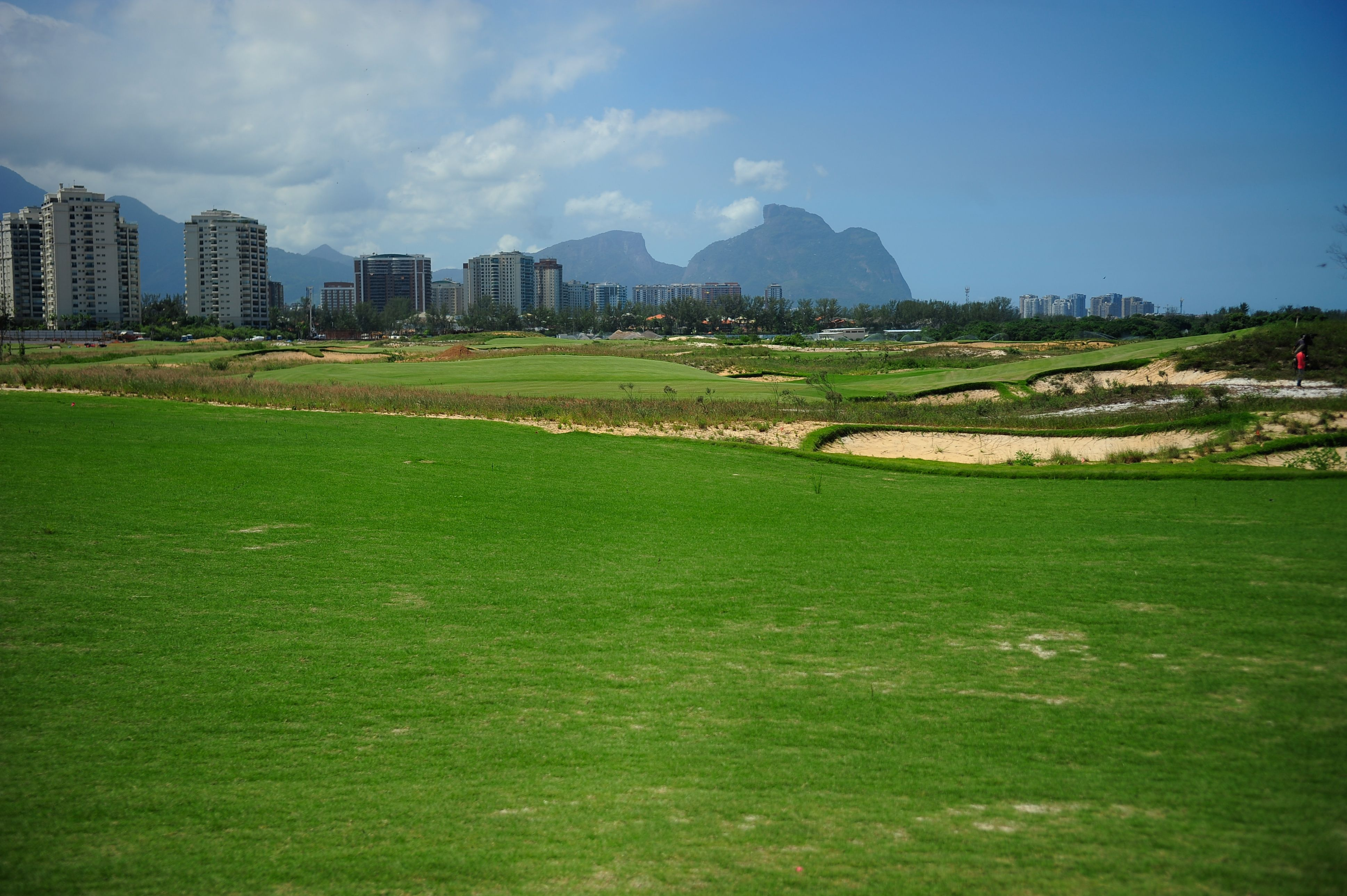
Golfbanan i mars 2015.

En ny golfbana anlades i Reserva de Marapendi i området Barra da Tijuca.